# Cookie Kalkair
Charles Huteau, alias Cookie Kalkair, né le 27 décembre 1983, est un auteur de bandes dessinées français vivant à Barcelone.

## Biographie
Cookie Kalkair exerce dans les arts graphiques, d'abord dans le domaine du dessin animé, puis du jeu vidéo chez Ubisoft. Il est français mais a vécu dix ans à Montréal avant d'habiter à Barcelone.  
À partir de 2016 il se fait connaître comme auteur de bandes dessinées en publiant Les 9 derniers mois de ta vie de petit con, livre issu de planches d'abord publiées sur son blog, et s'adressant aux hommes s'apprêtant à être papa. Il s'intéresse ensuite à la sexualité masculine avec Pénis de table, écrit à partir d'échanges avec six amis, publiés sur son blog avant la publication papier en 2018. Le sexologue Philippe Brenot en signe la préface. Avec humour, Cookie Kalkair dédramatise et informe sur ce sujet parfois tabou,.  
En 2019, il s'associe à la youtubeuse Ophélie Damblé pour publier Guérilla Green à partir de leur travail déjà publié sur les réseaux sociaux. Ceci influence le format de l'album, agrémenté de QR codes, et dont l'esthétique peut rappeler celle de publications Instagram. En mêlant humour, conseils et militantisme, ce livre parle de guerrilla gardening, une forme de désobéissance civile visant à végétaliser les villes,.  
En 2021, Cookie Kalkair aborde à nouveau le sujet de la sexualité dans son album De polyamour et d'eau fraîche. Écrit en collaboration avec ses deux compagnes, ce livre vulgarise le sujet du polyamour, en narrant le quotidien de leur trouple et en élucidant des termes spécifiques. Prenant pour base une série de strips en quatre cases préalablement publiés sur Instagram, ce livre est également influencé par le réseau social dans son format et son style graphique.  
À partir de 2023, Cookie Kalkair écrit sur la parentalité numérique avec Les jeux vidéo et nos enfants puis Les réseaux sociaux et nos ados,. En concevant ces albums comme des petits guides dessinés, il offre des conseils aux familles, par exemple sur la gestion du temps d'écran,. Comme pour ses précédents albums, il s'inspire de sa vie personnelle en se mettant lui-même en scène avec sa petite sœur, et adopte un ton humoristique.  

## Œuvre
- Les neuf derniers mois de ta vie de petit con, Les Arènes, 2016, Roman graphique, 80 p.  (ISBN 9782352045106)
- Pénis de table, Steinkis éditions, 2018, Roman graphique, 176 p.  (ISBN 9782368464786)
- Guerilla Green, Steinkis éditions, 2019, Roman graphique, 179 p.  (ISBN 9782368467107), avec Ophélie Damblé
- Lever l'encre - Carnet de voyages et tatouages, Delcourt, 2021, Roman graphique, 128 p.  (ISBN 2413041966)
- De polyamour et d'eau fraîche, Steinkis éditions, 2021, Roman graphique, 120 p.  (ISBN 9782368464298), avec Cristina Rodrigez et Elsa Hebert
- Les jeux vidéo et nos enfants, Steinkis éditions, 2023, Roman graphique  (ISBN 9782368466650)
- Parents des années 80, Exemplaire éditions, 2023, Roman graphique, 112 p.  (ISBN 978-2-492926-35-8)
- Les réseaux sociaux et nos ados, Steinkis éditions, 2024, Roman graphique  (ISBN 9782368466667)
- Merveilleux, Steinkis éditions, 2025, Roman graphique  (ISBN 9782368467558)